# Fernão Lopes (Soldat)
Fernão Lopes (* um 1480 in Lissabon; † 1545 auf St. Helena) war der erste bekannte dauerhafte Bewohner der Atlantikinsel St. Helena, auf der drei Jahrhunderte später Napoleon Bonaparte bis zu seinem Tod in der Verbannung lebte.

## Biografie
1510 begleitete Lopes, ein Soldat aus niedrigem Adel, den Gouverneur Portugiesisch-Indiens Afonso de Albuquerque bei der Eroberung Goas an der Westküste Indiens. Als Albuquerque aufbrach, um Malakka in Malaysia zu erobern, blieb eine Garnison zur Sicherung in Goa zurück, darunter Lopes. Bei seiner Rückkehr Ende 1511 fand Albuquerque Goa belagert vor, und ein Teil der Garnison war zum Feind übergelaufen, mit einheimischen Frauen verheiratet und zum Islam konvertiert, so auch Lopes.
Albuquerques Truppen erlangten die Kontrolle über Goa zurück, und Rasul Khan, General des Sultans von Bijapur, überließ ihm die Deserteure unter der Bedingung, ihr Leben zu verschonen. Albuquerque hielt Wort, doch wurden die Überläufer grausam gefoltert, so dass ein Großteil von ihnen innerhalb weniger Tage starb. Lopes, der als Anführer galt, wurden Nase, Ohren, rechte Hand und der Daumen der linken Hand abgetrennt. Bart und Haar wurden ihm mit Muschelschalen abgekratzt. Die Überlebenden wurden dann freigelassen und flohen in den Dschungel, wo sie ihre Verstümmelungen verbergen konnten und in Ruhe gelassen wurden.
Lopes blieb bis zu Albuquerques Tod 1515 in Goa. Nachdem König Manuel I. eine Amnestie erlassen hatte, segelte Lopes Richtung Portugal. Als das Schiff in St. Helena anlegte, um Wasser und Proviant zu laden, ging Lopes an Land. Er blieb allein auf der Insel zurück, vom Schiff mit Vorräten ausgestattet.
Die unbewohnte Insel St. Helena war erst 1502 von João da Nova entdeckt worden und wurde von den Portugiesen als Zwischenstopp auf dem Seeweg zwischen Europa und Ostindien benutzt. Fast ein Jahr dauerte es, bis wieder ein Schiff anlegte. Die Besatzung fand Lopes’ Lager, ihn selbst aber nicht. Mit den Besatzungen späterer Schiffe, die St. Helena anliefen, trat Lopes immer häufiger in Kontakt. Er wollte die Insel jedoch nicht verlassen. Man überließ ihm meist Lebensmittel und Geräte für den Alltag, auch Vieh und Saatgut.
Nach 10 Jahren auf der Insel stimmte Lopes zu, nach Portugal zurückzukehren, um seine Familie zu sehen. Er besuchte König João III., der seinen Verrat verzieh, und reiste nach Rom, wo Papst Clemens VII. ihn Ostern 1530 öffentlich von der Sünde des Abfalls vom rechten Glauben (Apostasie) freisprach. Lopes kehrte auf eigenen Wunsch nach St. Helena zurück, wo er 1545 starb.